# Македония ТВ
Македония ТВ  (греч. Μακεδονία TV) — греческий частный информационно-развлекательный телеканал, вещающий из Салоник.
Македония ТВ транслирует фильмы, популярные сериалы, с 7.00 по 9.00 транслируется программа «Καλημέρα από την Μακεδονία» (Доброе Утро из Македонии).
Осуществляет вещание с 1990 года. Первоначально вещал только в Центральной Македонии и принадлежал информационному концерну газеты Македония. С 1994 года вещает на всей территории Греции.
В 2000 году выкуплен телевизионным каналом ANT1, продолжая вещать под первоначальным именем, но сократив информационные программы и добавив также развлекательные программы
В 2019 году число служащих было сокращено, в результате чего кроме собственных программ транслирует также программы ANT1.

## Логотип
Логотип телеканала — строчная «m», старым символом был символ греческой Македонии — Вергинская звезда. Телеканал использовал его во время конфликта Греции с бывшей югославской Республикой Македонией (ныне Северная Македония).